# Солдат (військове звання)
Солдат (с-т) — найнижче військове звання в ЗСУ і більшості армій інших країн. Раніше це військове звання в українській армії мало назву «рядовий». Разом зі званням старшого солдата належить до рядового складу. У ВМС ЗСУ званню солдата відповідає звання «матрос».
| Нижче за рангом: Рекрут | Збройні сили України Солдат |                                |
| Нижче за рангом: Рекрут | Збройні сили України Солдат | Вище за рангом: Старший солдат |